# Liste der Abgeordneten zum Kärntner Landtag (9. Wahlperiode)
Diese Liste der Abgeordneten zum Kärntner Landtag (9. Wahlperiode) listet alle Abgeordneten zum Kärntner Landtag in der 9. Wahlperiode auf. Die Angelobung der Abgeordneten erfolgte am 16. April 1903, die letzte Sitzung der 9. Wahlperiode wurde am 7. November 1908 einberufen. Dem Landtag gehörten dabei zehn Vertreter des „großen Grundbesitzes“ (GG), 10 Vertreter der Städte, Märkte und Industrialorte (SMI), drei Vertreter der Handels- und Gewerbekammer (HGK), 15 Vertreter der Landgemeinden (LG), vier Vertreter der „allgemeinen Wählerklasse“ (AWK) und der Bischof von Gurk an.

## Sessionen
Die 9. Wahlperiode war in drei Sessionen unterteilt:
- I. Session: 16. und 18. April 1903 sowie vom 14. September bis 7. November 1903 (37. Sitzungen)
- II. Session: vom 19. September bis 5. November 1904 (29. Sitzungen)
- III. Session: vom 11. Oktober bis 24. November 1905 (30. Sitzungen)
- IV. Session: 27. und 28. Dezember 1906, vom 16. September bis 12. Oktober 1907 sowie vom 15. September bis 7. November 1908 (55. Sitzungen)

## Landtagsabgeordnete
| Name                         | Wahlklasse  | Wahlbezirk | Region                                                      | Anmerkung                                                      |
| ---------------------------- | ----------- | ---------- | ----------------------------------------------------------- | -------------------------------------------------------------- |
| Abuja Matthias               | LG          | IX.        | Tavis, Arnoldstein                                          | nur I. Session, im Amt verstorben                              |
| Aichelburg-Labia Leopold von | GG          |            |                                                             |                                                                |
| Angerer Johann               | SMO         | II.        | Villach                                                     | ab September 1907 für Karl Ghon                                |
| Breitegger Ignaz             | AWK         |            |                                                             |                                                                |
| Burger Max von               | HGK         |            |                                                             |                                                                |
| Dobernig Josef Wolfgang      | SMO         | I.         | Klagenfurt                                                  |                                                                |
| Dreyhorst Josef              | SMO         | VIII.      | Hermagor, Tarvis, Malborghet, Bleiburg-Kreuth               |                                                                |
| Fischer Martin               | LG          | IX.        | Tavis, Arnoldstein                                          | am 19. September 1904 für Matthias Abuja angelobt              |
| Funder Karl                  | LG          | IV.        | Friesach, Althofen, Gurk                                    |                                                                |
| Ghon Karl                    | SMO         | II.        | Villach                                                     | Mandatsverzicht in der IV. Session (vor September 1907)        |
| Goëss Zeno                   | GG          |            |                                                             |                                                                |
| Gorton Wilhelm               | GG          |            |                                                             |                                                                |
| Grafenauer Franz             | LG          | VI.        | Bleiburg, Eisenkappel                                       |                                                                |
| Grießer Peter                | LG          | XII.       | Gmünd, Millstatt, Obervellach                               |                                                                |
| Helldorff Ferdinand von      | GG          |            |                                                             |                                                                |
| Hilinger von Traunwald Karl  | HGK         |            |                                                             | nur I. und II. Session, am 14. Mai 1906 im Amt verstorben      |
| Hinterhuber Hermann          | HGK         |            |                                                             | am 19. September 1904 für Ambros Umlauft angelobt              |
| Hofer Hans                   | AWK         |            |                                                             | ab der III. Session für Daniel Kotz                            |
| Hönlinger Alois              | GG          |            |                                                             |                                                                |
| Huber Franz                  | LG          | II.        | Feldkirchen                                                 |                                                                |
| Huber Josef                  | LG          | VIII.      | Villach, Paternion, Rosegg                                  |                                                                |
| Kahn Josef                   | Virilstimme |            |                                                             |                                                                |
| Kirchmayer Karl              | AWK         |            |                                                             |                                                                |
| Kirschner Franz              | LG          | I.         | Klagenfurt Umgebung und Ferlach                             |                                                                |
| Kotz Daniel                  | AWK         |            |                                                             | nur I. und II. Session                                         |
| Krampl Josef                 | LG          | VII.       | Wolfsberg, St. Leonhard, St. Paul                           |                                                                |
| Lemisch Josef                | SMO         | I.         | Klagenfurt                                                  |                                                                |
| Lemisch Arthur               | GG          |            |                                                             |                                                                |
| Lodron-Laterno Albert        | GG          |            |                                                             |                                                                |
| Mattersdorfer Rudolf         | SMO         | III.       | St. Veit, Feldkirchen                                       |                                                                |
| Metnitz Gustav von           | AWK         |            |                                                             |                                                                |
| Mühlbacher Paul              | GG          |            |                                                             |                                                                |
| Neuner Julius Christoph      | SMO         | I.         | Klagenfurt                                                  |                                                                |
| Orasch Matthäus              | LG          | VIII.      | Villach, Paternion, Rosegg                                  |                                                                |
| Orsini-Rosenberg Heinrich    | GG          |            |                                                             |                                                                |
| Pinteritsch Hans             | SMO         | V.         | Völkermarkt, Bleiburg, Eisenkappel                          |                                                                |
| Pirker Alois                 | LG          | III.       | St. Veit, Eberstein                                         |                                                                |
| Pleschiutschnig Valentin     | LG          | V.         | Völkermarkt, Eberndorf                                      |                                                                |
| Rieder Konstantin            | SMO         | IV.        | Friesach, Straßburg, Althofen, Hüttenberg                   |                                                                |
| Steinwender Otto             | SMO         | VII.       | Spittal, Gmünd, Greifenburg, Obervellach, Oberdrauburg      |                                                                |
| Sterneck Walter von          | GG          |            |                                                             |                                                                |
| Umlauft Ambros               | HGK         |            |                                                             | nur I. Session, im Amt verstorben                              |
| Pupovac Alexander            | LG          | VII.       | Wolfsberg, St. Leonhard, St. Paul                           |                                                                |
| Waldner Viktor               | LG          | X.         | Hermagor, Kötschach                                         |                                                                |
| Weiß Gabriel                 | LG          | XI.        | Spittal, Greifenburg, Winklern                              |                                                                |
| Wieser Anton                 | LG          | I.         | Klagenfurt Umgebung und Ferlach                             |                                                                |
| Winkler Karl                 | SMO         | VI.        | Wolfsberg, St. Leonhard, St. Andrä, St. Paul, Unterdrauburg |                                                                |
| Wirth Franz Xaver            | HGK         |            |                                                             | am 27. Dezember 1906 für Karl Hillinger von Traunwald angelobt |